# Hôtel de la Surintendance des Bâtiments (Fontainebleau)
Pour les articles homonymes, voir Hôtel de la Surintendance des Bâtiments.
L'hôtel de la Surintendance des Bâtiments est un bâtiment situé à Fontainebleau, en France. Ancienne résidence officielle ayant accueilli la Surintendance des Bâtiments et les bureaux du ministre des Affaires étrangères, c'est de nos jours un espace privé.
Il est partiellement inscrit aux monuments historiques depuis 1928.

## Situation et accès
L'édifice est situé sur la place du Général-de-Gaulle, entre la rue Denecourt et la rue de Ferrare, dans le centre-ville de Fontainebleau, et plus largement au sud-ouest du département de Seine-et-Marne.

## Historique

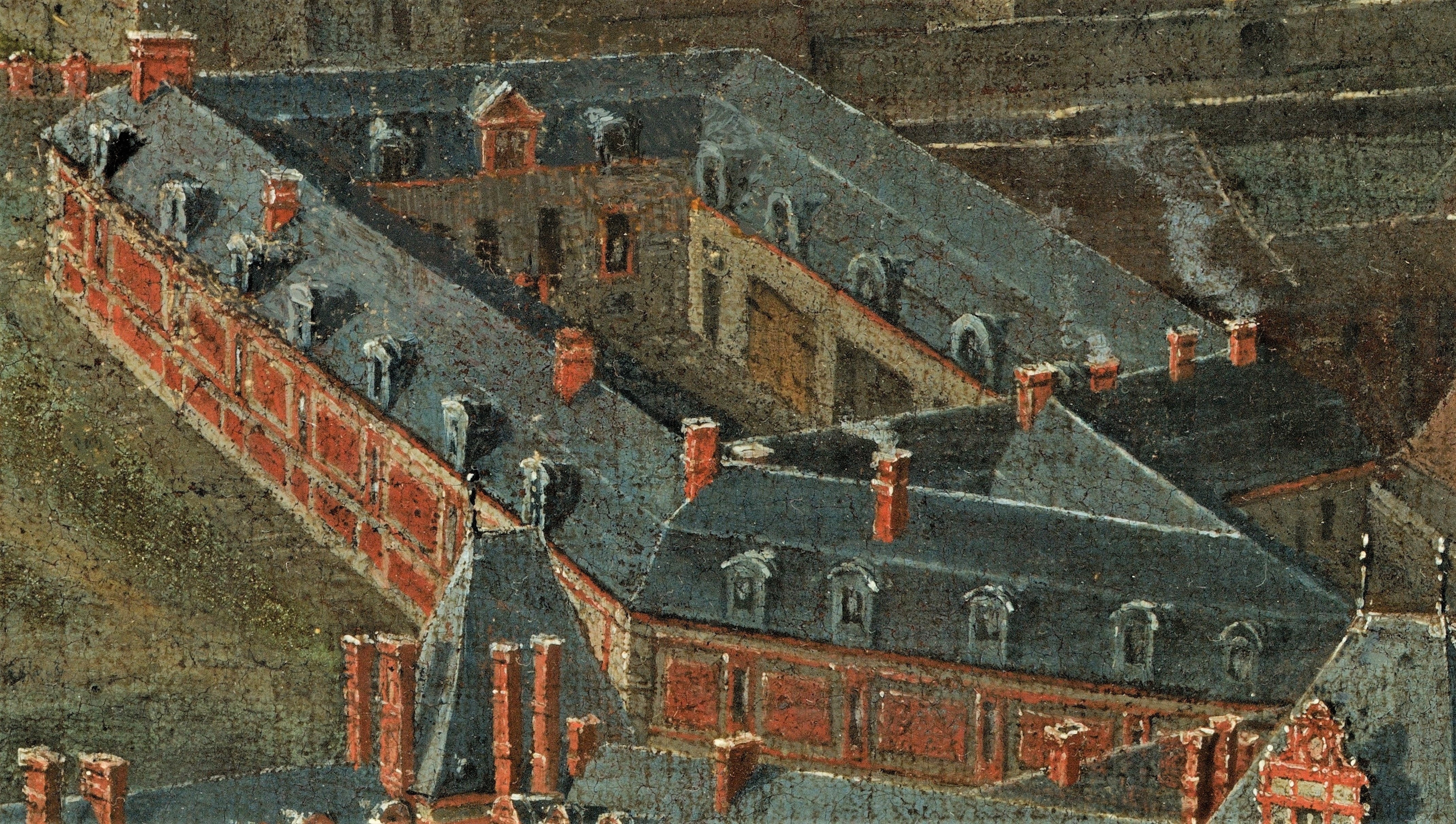
Détail du tableau Vue du Château de Fontainebleau par Pierre-Denis Martin.

### Contexte
Chaque année, le roi et la Cour se déplaçait à Fontainebleau pour la saison de la chasse. Le château manquait de place pour tous les services du gouvernement. Pour remédier à cela, vers 1680, François d’Orbay est chargé d'aménager le revers de l’aile nord de la cour du Cheval Blanc pour y loger les ministres.

### Construction et aménagement
L'hôtel est élevé, sur demande de Louvois, à partir de 1685 par l'architecte Jules Hardouin-Mansart, après un élargissement de la rue Denecourt, sur l'emplacement de l'hôtel de Foix situé dans le bourg, entre l'habitation du surintendant et l'hôtel de Ferrare. La construction s'achève en 1687. Les bureaux, anciennement situés dans l'aile du Midi du château, ont été aménagés pour Louvois.
L'hôtel a été relié au palais par une arche à l'aile nord de la cour du Cheval Blanc. Il s'agit alors d'un pont en pans de bois. Celui-ci est démoli durant la Révolution.

### Réutilisation
Au XVIIIe siècle, l'hôtel accueille les bureaux du ministre des Affaires étrangères. Vergennes trouvaient d'ailleurs les locaux forts étroits. Seules quelques ouvertures subissent des modifications ; les façades restent en l'état. Dans la seconde moitié de 1893, le baron Niedermeyer acquit le bâtiment et y effectue quelques réparations : il reprend l'aspect d'antan de la façade en incorporant une ligne de briques au-dessus de la corniche.

### Restauration

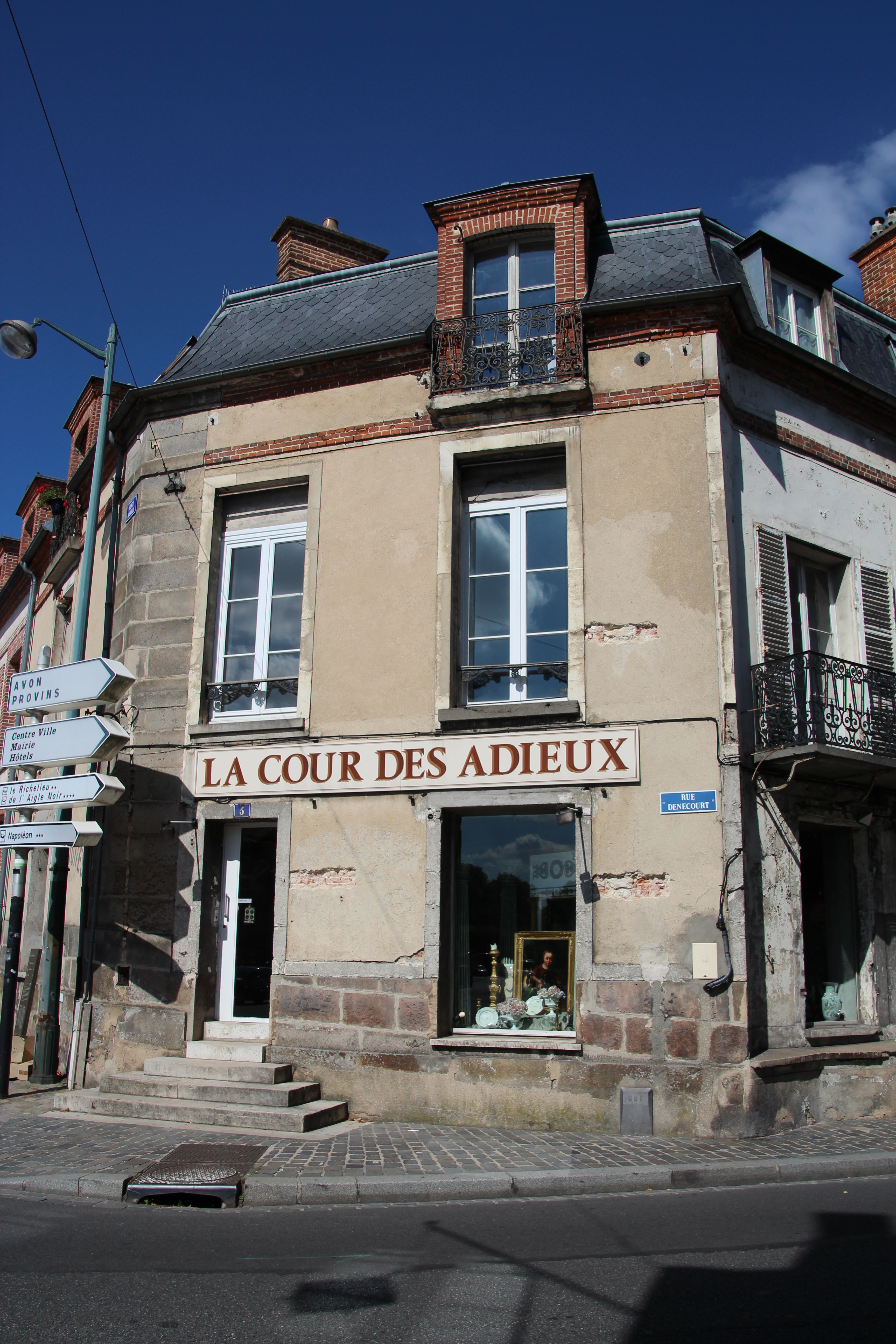
Partie de la façade en 2014, avant sa restauration.

L'édifice, devenu privé depuis, subit une rénovation historique des façades entre 2015 et 2017.

### Mosaïque d'Invader
En février 2023, l'artiste français Invader, dans le cadre de son projet Space Invaders, réalise une mosaïque représentant une lampe Tiffany (de référence FTBL_08) sur la façade du bâtiment côté rue Denecourt. Quelques jours plus tard, elle est enlevée par le propriétaire qui, non informé, a supposé un plagiat et craignait des rappels à l'ordre vis-à-vis de la protection patrimoniale. Le retour de l'œuvre reste discuté.

## Structure
L'hôtel est fait de grès et de brique, composant un bâtiment assez sobre.

## Statut patrimonial et juridique
Les façades sur la place du Général-de-Gaulle et la rue Denecourt font l'objet d'une inscription au titre des monuments historiques par arrêté du 26 novembre 1928, en tant que propriété privée.